# Catacombe di Ad Decimum
Le catacombe di Ad Decimum sono un complesso funerario nel comune di Grottaferrata, nel Lazio.

## Caratteristiche
Si tratta di una catacomba posta al decimo miglio della Via Latina, nella località cosiddetta Ad Decimum, di cui sono documentati alcuni sepolcri con colonnine e delle iscrizioni.